# Jacquet (uva)
La Jacquet, como noah, herbemont, cunningham y othello son uvas híbridas, resultado de cruces de especies americanas y la Vitis vinifera europea. Desarrolladas y largamente cultivadas, especialmente en Francia, debido a la crisis de la filoxera, son actualmente penalizadas en Francia por la legislación a excepción de 1935. Dentro de las listas de variedades viníferas aún "prohibidas", se encuentran otras cepas americanas como la clinton o la isabelle.
- Datos: Q1325860